# Natixis Wealth Management
Natixis Wealth Management, anciennement Banque Privée 1818 (ou BP 1818), est une banque privée française filiale de Natixis filiale du groupe BPCE. 
La banque, basée à Paris, est spécialisée dans la gestion de fortune (patrimoine mobilier et immobilier). En 2023 l’institution compte près de 500 collaborateurs et les encours s’élèvent à 30 milliards d’euros.

## Présentation
Natixis Wealth Management est une filiale de Natixis qui fait partie du Groupe BPCE, créée en 2009 sous le nom de Banque Privée 1818, de la fusion de la Banque Privée Saint Dominique filiale de la Banque Populaire et de la Compagnie 1818 filiale du Groupe Caisse d'épargne.
En novembre 2017, la Banque Privée 1818 change de nom et devient Natixis Wealth Management. Aujourd'hui elle emploie près de 500 collaborateurs et gère 32 milliards d'euros d'actifs sous gestion.

## Historique

### 2009
Le 30 juin 2009 : création de Banque Privée 1818, née de la fusion de la Banque Privée Saint Dominique filiale de Banque Populaire et de la Compagnie 1818 filiale du groupe caisse d’épargne. Ce rapprochement fait suite à la fusion des Banques Populaires et des Caisses d’Epargne créant le groupe BPCE. 1818 est une référence historique liée à la création des Caisses d’Épargne.

### 2010
En novembre 2010 : création de Sélection 1818. À cette date Banque Privée 1818, annonce le rachat de 66 % la plate-forme Sélection R à Rothschild et Cie Gestion pour la fusionner avec la filiale existante 1818 Partenaires,. Renommée Sélection 1818, la nouvelle entité est une plateforme de distribution destinée aux professionnels indépendants du patrimoine.

### 2017
Le 19 novembre 2017, le changement de nom de Banque Privée 1818 en Natixis Wealth Management est relayé dans le journal Les Echos, l’annonce officielle apparaitra le lendemain dans la presse financière. Ce nouveau nom de marque doit être effectif courant 2018.

## Activités
Natixis Wealth Management propose des solutions patrimoniales et financières sur mesure à destination des investisseurs privés et des entrepreneurs articulés autour des trois offres :    
- La gestion financière, incluant le conseil et les produits structurés.
- Le conseil, de l’ingénierie patrimoniale à l’accompagnement des actionnaires dirigeants d’une société et des managers d’entreprise lors de LBO.
- Des solutions sur mesure telles que l’assurance-vie, les projets immobiliers et de capital investissement.

## Gouvernance
Audrey Koenig est directrice générale de Natixis Wealth Management.

## Filiales

### Vega Investment Managers
Vega Investment Managers est une société de gestion spécialisée dans les solutions d’investissement à destination d’une clientèle patrimoniale. La société a été créée à la suite de la fusion le 1er janvier 2013 de Natixis Multimanager et de 1818 Gestion.
C’est une filiale à 60 % de Natixis Wealth Management et à 40 % Natixis Asset Management.
Vega Investment Managers a environ 7 milliards d’euros d’actifs sous gestion dont 40 % via mandats dans différentes catégories de gestion collective : actions, diversifiés, produits de taux et alternatif.

### Natixis Wealth Management Luxembourg
Un plan social de 26 personnes sur 97 salariés est ordonné en 2021.

## Chiffres clés
En 2017, Natixis Wealth Management gère 32 milliards d’euros d’actifs sous gestion dont 25 milliards sur le territoire français et 7 milliards d’euros au Luxembourg et en Belgique. En 2016, la collecte nette de Natixis Wealth Management s’est élevée à 1,5 milliard d’euros.